# Eurya velutina
Eurya velutina är en tvåhjärtbladig växtart som beskrevs av Woon Young Chun. Eurya velutina ingår i släktet Eurya och familjen Pentaphylacaceae. Inga underarter finns listade i Catalogue of Life.